# Scraptia
Scraptia es un género de coleóptero de la familia Scraptiidae.

## Especies
Las especies de este género:
- Scraptia abyssinica
- Scraptia acutipennis
- Scraptia adenensis
- Scraptia africana
- Scraptia alluaudi
- Scraptia almorensis
- Scraptia alutacea
- Scraptia amplicollis
- Scraptia anaspina
- Scraptia angulata
- Scraptia angustata
- Scraptia angustatipennis
- Scraptia angustior
- Scraptia antennata
- Scraptia apicicornis
- Scraptia arcuaticeps
- Scraptia argentina
- Scraptia atricollis
- Scraptia atrosuturalis
- Scraptia aureopubens
- Scraptia australis
- Scraptia bifoveolata
- Scraptia bilineata
- Scraptia binhana
- Scraptia biroi
- Scraptia borneensis
- Scraptia brasiliana
- Scraptia breveimpressa
- Scraptia breviuscula
- Scraptia bruneiensis
- Scraptia brunnea
- Scraptia burgeoni
- Scraptia caucasicola
- Scraptia chinensis
- Scraptia cingalensis
- Scraptia compressicollis
- Scraptia cribraria
- Scraptia cribriceps
- Scraptia cribripennis
- Scraptia cuneata
- Scraptia curta
- Scraptia cyclops
- Scraptia decorsei
- Scraptia delicata
- Scraptia dimidiata
- Scraptia distincta
- Scraptia distinctithorax
- Scraptia donckieri
- Scraptia dubia
- Scraptia fairmairei
- Scraptia fallaciosa
- Scraptia ferruginea
- Scraptia flavidula
- Scraptia forticornis
- Scraptia foveiceps
- Scraptia fulva
- Scraptia fumata
- Scraptia fuscipennis
- Scraptia fusconotata
- Scraptia fuscula
- Scraptia gounellei
- Scraptia hirsuta
- Scraptia hovana
- Scraptia humeralis
- Scraptia humilis
- Scraptia immaculata
- Scraptia immatura
- Scraptia impressa
- Scraptia impressicollis
- Scraptia incerta
- Scraptia inclusa
- Scraptia indica
- Scraptia infasciata
- Scraptia infima
- Scraptia innatus
- Scraptia inornata
- Scraptia jakowleffi
- Scraptia lateralis
- Scraptia laticollis
- Scraptia libanica
- Scraptia limbella
- Scraptia livens
- Scraptia longelytrata
- Scraptia longicornis
- Scraptia longipennis
- Scraptia lunulata
- Scraptia madurensis
- Scraptia malabarica
- Scraptia marginaticeps
- Scraptia maxima
- Scraptia mediosulcata
- Scraptia melina
- Scraptia microscopica
- Scraptia mozabita
- Scraptia natalis
- Scraptia neavei
- Scraptia nigricornis
- Scraptia obscura]
- Scraptia ocularis
- Scraptia oertzeni
- Scraptia ophthalmica
- Scraptia ougandensis
- Scraptia pallens
- Scraptia pallescens
- Scraptia pallidicolor
- Scraptia pallidonotata
- Scraptia picturata
- Scraptia plagiata
- Scraptia platycephala
- Scraptia platydera
- Scraptia porosa
- Scraptia pouilloni
- Scraptia pseudofuscula
- Scraptia pulex
- Scraptia pulicaria
- Scraptia punctata
- Scraptia punctatissima
- Scraptia punctipennis
- Scraptia quadrisignata
- Scraptia reducta
- Scraptia rothschildi
- Scraptia roubali
- Scraptia ruficollis
- Scraptia sagittifera
- Scraptia schiafferi
- Scraptia sericea
- Scraptia setipes
- Scraptia sicardi
- Scraptia soarezica
- Scraptia straminea
- Scraptia subapicata
- Scraptia submaculata
- Scraptia subparallela
- Scraptia sumatrensis
- Scraptia suturalis
- Scraptia tananarivana
- Scraptia testacea
- Scraptia thoracica
- Scraptia tonkinea
- Scraptia triangularis
- Scraptia trifasciata
- Scraptia trisulcata
- Scraptia trotommoides
- Scraptia truncaticeps
- Scraptia variegata
- Scraptia xylophiloides
- Scraptia zonitoides